# Torymus montserrati
Torymus montserrati är en stekelart som beskrevs av Crawford 1911. Torymus montserrati ingår i släktet Torymus och familjen gallglanssteklar.
Artens utbredningsområde är:
- Montserrat.
- Puerto Rico.

Inga underarter finns listade i Catalogue of Life.